# C'est la vie Vol. 2 大捲包小卷
《C'est la vie Vol. 2 大捲包小卷》是在自然捲的第二張專輯，於2005年12月24日發行。這張專輯延續前張專輯的優良傳統，入圍了台灣第17屆金曲獎。
而此張專輯的也是延續前張專輯的概念將生活中的隨處可見的事物寫進歌詞裡面，主要還是奇哥來編曲與作詞，再搭配上主唱娃娃那有如天籟的聲音，告訴我們這就是C'est La Vie 2。

## 得獎紀錄
- 2006年
  - 5月3日　獲選中華音樂人交流協會2005年十大專輯
  - 6月10日　入圍台灣第17屆金曲獎最佳樂團獎項

## 曲目
1. 魚罐頭
  - 作詞：奇哥　作曲：奇哥
2. 像我這樣的女孩
  - 作詞：奇哥　作曲：奇哥
3. 買
  - 作詞：奇哥　作曲：奇哥
4. 修鞋的阿伯
  - 作詞：奇哥　作曲：奇哥
5. Ich Liebe Dich
  - 作詞：娃娃　作曲：娃娃
6. 答應要
  - 作詞：奇哥　作曲：奇哥
7. 計程車
  - 作詞：奇哥　作曲：奇哥
8. 小蘋果
  - 作詞：娃娃　作曲：娃娃
9. 牧羊人
  - 作詞：奇哥　作曲：奇哥
10. 搬家
  - 作詞：奇哥　作曲：奇哥